# 雅克叙
雅克叙（法語：Jaxu，法語發音：[ʒaksy]）是法国大西洋比利牛斯省的一个市镇，属于巴约讷区。

## 地理
雅克叙（43°11'52"N, 1°11'32"W）面积10.65 平方千米，位于法国新阿基坦大区大西洋比利牛斯省，该省份为法国东南部省份，涵盖了贝阿恩与北巴斯克，西临大西洋比斯開灣，北至朗德省，东北接热尔省，东临上比利牛斯省，南与西班牙接壤。
与雅克叙接壤的市镇（或旧市镇、城区）包括：艾尼斯-蒙日洛斯、比斯坦斯-伊里贝里、伊里萨里、伊斯普尔、奥塞斯、旧圣让、叙埃斯坎。

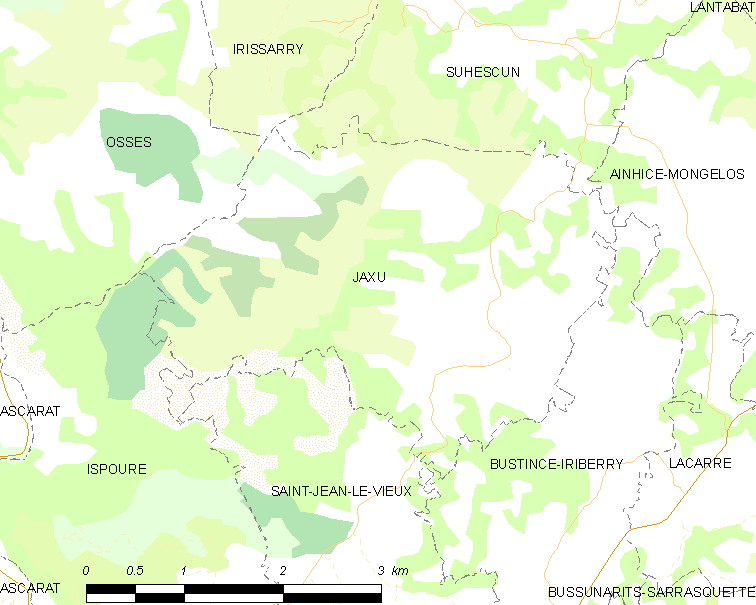
雅克叙的OSM定位图

雅克叙的时区为UTC+01:00、UTC+02:00（夏令时）。

## 行政
雅克叙的邮政编码为64220，INSEE市镇编码为64283。

## 政治
雅克叙所属的省级选区为巴斯克山地县。

## 人口

1962-2008年间雅克叙人口变化图示

雅克叙于2022年1月1日时的人口数量为210人。